# Ulica Ujastek Mogilski w Krakowie
Ulica Ujastek Mogilski – ulica w Krakowie, w dzielnicy XVIII Nowa Huta, w Nowej Hucie.
Na całej długości jest dwujezdniowa, z torowiskiem tramwajowym biegnącym po wschodniej stronie, oddanym do użytku w 1977 roku.

## Przebieg
Ulica zaczyna swój bieg na skrzyżowaniu z aleją Solidarności. Na środkowym odcinku, w kierunku południowo-wschodnim, arteria ogranicza załad przemysłowy Air Liquide Polska.
Następnie na samym końcu ulicy, znajduje się przy niej Kopiec Wandy i rzeźba Kumir Dziadów, a także pętla tramwajowa o tej samej nazwie, podlegająca MPK Kraków. Ulica kończy bieg na wysokości tejże pętli, gdzie jej przedłużeniem staje się droga ekspresowa S7, IV obwodnica.

## Historia
Ulica została wytyczona w okolicach lat 60. i 70. XX wieku, jako nowa arteria komunikacyjna prowadząca z Nowej Huty w kierunku Mogiły. W 1977 roku wzdłuż ulicy wybudowano torowisko tramwajowe, które następnie oddano do użytku 12 września 1977 roku. W roku 2021 nastąpiła przebudowa torowiska, biegnącego w ciągu ulicy.
Dawniej ulica biegła do skrzyżowania z ulicą Igołomską i ul. Tadeusza Ptaszyckiego, gdzie ta pierwsza stawała się przedłużeniem ul. Ujastek Mogilski. W lipcu 2014 roku rozpoczęto budowę kolejnego odcinka drogi ekspresowej S7. Prace budowlane rozpoczęto we wrześniu tego samego roku co spowodowało duże zmiany w biegu ulicy, a dalszą częścią ul. Ujastek Mogilski stała się droga ekspresowa S7.

## Infrastruktura
Ulica Ujastek Mogilski w całości jest dwupasmową drogą z torowiskiem tramwajowym, biegnącym wzdłuż ulicy do pętli „Kopiec Wandy”, znajdującej się nieopodal końca ulicy. Na ulicy znajduje się jeden zespół przystanku tramwajowego MPK Kraków – „Kopiec Wandy” (wraz z pętlą o tej samej nazwie). W otoczeniu arterii znajduje się m.in. Kopiec Wandy i zakład przemysłowy Air Liquide Polska oraz inne punkty handlowe i usługowe.